# Университет Турку
Университе́т Ту́рку (фин. Turun yliopisto, швед. Åbo universitet) — второй по величине университет Финляндии после Хельсинкского университета. Расположен на юго-западе страны, в городе Турку. Основан в 1920 году. Входит в объединение Коимбрская группа.
В 2012 году, по версии Times, университет входил в сотню лучших европейских университетов, хотя и занимал в этом списке одно из последних мест. В 2013 году в рейтинге авторитетной британской компании QS Quacquarelli Symonds университет занимал 205 место среди лучших университетов мира.

## История
Основанная в 1640 году в Турку Королевская академия Або была первым и единственным университетом Финляндии. В 1827 году после великого пожара, уничтожившего Турку, университет был переведен в новую столицу — Хельсинки. В 1822 году в Академии начинали своё обучение известные финские деятели — Йохан Снелльман, Элиас Лённрот, Йохан Рунеберг.
В 1918 году в Турку был воссоздан частный шведоязычный университет — Академия Або. Одновременно, по желанию широких общественных кругов, в 1920 году в городе был основан частный финоязычный Университет Турку. Пожертвования на его создание перечислили 22040 человек.
В 1952-1959 годах по проекту архитектора Аарне Эрви был построен новый городской университетский кампус на холме Юулиопистонмяки (старые топонимы — «Рюссянмяки» фин. Ryssänmäki или «Весилиннанмяки» фин. Vesilinnanmäki). Новые здания — библиотеки, лабораторий, факультета естественных наук и главного административного блока расположены восточнее старого корпуса университета, возведённого в начале XIX века.
С 1995 года университет вошёл в объединение Коимбрская группа. Все дипломные работы студентов pro gradu проверяются на плагиат с помощью специальной компьютерной программы Moodle (максимальное наказание за плагиат — временное увольнение из университета сроком на 1 год).

## Канцлеры
- 1921—1926 — Даниельсон-Кальмари, Юхан Рихард
- 1926—1935 — Сетяля, Эмиль Нестор
- 1935—1945 — Густав Комппа[фин.]
- 1945—1955 — Гранё, Йоханнес
- 1955—1965 — Тойво Олин[фин.]
- 1965—1970 — Неванлинна, Рольф
- 1970—1975 — Тауно Нурмела[фин.]
- 1975—1984 — Каарло Хартиала[фин.]
- 1984—1994 — Олави Гранё[фин.]
- 1994—1997 — Яакко Ноусиайнен[фин.]
- 1997—2000 — Кейо Паунио[фин.]
- 2000—2003 — Леена Картио[фин.]
- 2003—2009 — Эеро Вуорио[фин.]
- 2010—2013 — Пекка Пуска[фин.]

## Ректоры
- 1922—1924 — Арттури Вирккунен[фин.]
- 1924—1932 — Вейкко Коскенниеми[фин.]
- 1932—1934 — Гранё, Йоханнес
- 1934—1945 — Эйнар Юва[фин.]
- 1945—1948 — Харри Варис[фин.]
- 1948—1954 — Тойво Олин[фин.]
- 1954—1960 — Осмо Яарви[фин.]
- 1960—1970 — Тауно Нурмела[фин.]
- 1970—1975 — Каарло Хартиала[фин.]
- 1975—1981 — Осмо Икола[фин.]
- 1981—1987 — Арье Щейнин[фин.]
- 1987—1993 — Арне Роуси[фин.]
- 1994—1997 — Кейо Паунио[фин.]
- 1997—2012 — Кейо Виртанен[фин.]
- 2012—2019 — Калерво Вяяхянен[фин.]
- 2019—н. в. — Юкка Кола

## Известные выпускники
- 1953 — Мауно Койвисто (р.1923), президент Финляндии
- 1971 — Тимо Аираксинен (р.1947), профессор, завкафедрой моральной философии Хельсинкского университета
- 1974 — Саули Нийнистё (р.1948), президент Финляндии
- 1995 — Юсси Туомола (р.1965), финский художник комиксов